# Woodlawn Heights
Woodlawn Heights est une municipalité américaine située dans le comté de Madison en Indiana. Elle s'étend sur 0,12 mille carré (31,08 ha). Elle constitue une enclave au sein d'Anderson.

## Démographie
Lors du recensement de 2010, la population de Woodlawn Heights est de 79 habitants.